# リチャード・エプカー
リチャード・エプカー （Richard Epcar、1955年4月29日 - ） は、アメリカ合衆国の男性声優、俳優、音響監督、脚本家、音響製作会社：エプカー・エンターテイメント社長。 妻は声優・エプカー・エンターテイメントCEOのエリン・スターン。 子供が2人いる。 別名はリチャード・ジョージ（Richard George）。 身長198cm。

## 人物
コロラド州デンバー出身。 アリゾナ大学で舞台芸術学士号を取得。 他に南カリフォルニア大学、カリフォルニア大学ロサンゼルス校、アメリカン・フィルム・インスティチュートなどで演技を学んだ。
声優としてのデビュー作は『ロボテック』（ベン・ディクソン役）。 2002年にエプカー・エンターテイメントを設立。一時期はドリームワークス製作映画の外国語吹き替え作業の監修などをしていた。 約2メートルの長身で、 特技はスポーツ。
声優仲間のトム・ワイナーは親友。代表作は『攻殻機動隊』シリーズのバトー等。

### 加盟団体
- 映画俳優組合[7]
- 米国テレビラジオ芸能人連盟。[7]
- 俳優組合[7]
- 米国テレビ芸術科学アカデミー[7]

## 出演

### テレビアニメ
1984年
- 恐怖伝説 怪奇!フランケンシュタイン

1985年
- Captain Harlock and The Queen of a Thousand Years
- ロボテック（ベン・ディクソン、グレル、ランクことジム・オースチン）
- ワンワン三銃士（トレヴィル）

1995年
- 宇宙の騎士テッカマンブレード（ゴダート/テッカマンアクス）※サバン・エンターテイメント版
- 昆虫物語 みなしごハッチ

1997年
- ストリートファイターII V（ゾッチ）※マンガ・エンターテイメント版

1998年
- ふしぎ遊戯（軫宿）

1999年
- 星方武侠アウトロースター（ドゥーズ）
- デジモンアドベンチャー（エテモン、ヴァンデモン）
- バトルアスリーテス大運動会

2000年
- ダイノゾーズ（ダイノステゴ）
- デジモンアドベンチャー02（ベリアルヴァンデモン）
- るろうに剣心 -明治剣客浪漫譚-（2000年 - 2001年、石動雷十太、比古清十郎）※リチャード・ジョージ名義

2001年
- 鬼神童子ZENKI（ゴウラ）
- トランスフォーマー・ロボッツ・イン・ディスガイズ（アーマーハイド）
- メタルファイター・MIKU（周防英一）

2002年
- マッハGoGoGo（第2作）（覆面レーサーX）

2003年
- サイボーグ009 THE CYBORG SOLDIER（スカール）
- デジモンフロンティア（スーパースターモン）
- トータリー・スパイズ!（ガード2、トイ・サージェント）
- 爆闘宣言ダイガンダー（イーグルアロー）
- ルパン三世 (TV第2シリーズ)（次元大介、フィリップ・アーチャー）※パイオニア版

2004年
- 攻殻機動隊 STAND ALONE COMPLEX（バトー）
- 天地無用! GXP（天南静竜）
- はじめの一歩（2004年 - 2006年、鴨川源二）- 2シリーズ

2005年
- OVERMANキングゲイナー（エンゲ・ガム）
- 攻殻機動隊 S.A.C. 2nd GIG（バトー）
- 金色のガッシュベル!!（ドロンマ）
- サムライチャンプルー（オクル）
- 十二国記（労蕃生）
- NARUTO -ナルト-（マンダ）
- ボボボーボ・ボーボボ（2005年 - 2006年、ボボボーボ・ボーボボ、壁男、ボボパッチ）

2006年
- BLEACH（斬月）
- ノエイン もうひとりの君へ（郡山京司、ノエイン、佐々木教授）
- MÄR-メルヘヴン-（ハロウィン、ルーガ）

2007年
- 攻殻機動隊 STAND ALONE COMPLEX Solid State Society（バトー）

2007年
- 流星のロックマン（キャンサー）

2008年
- 武装錬金（ナレーション 他）
- らき☆すた（柊ただお、ゲームキャラの音声、司会者、警官、お兄さん 他）

2009年
- MONSTER（2009年 - 2010年、ルンゲ）

2010年
- 結界師（夜未の父親、イシヅカ）

2012年
- Puppy in My Pocket: Adventures in Pocketville

2013年
- デジモンクロスウォーズ（ツワーモン、ヨルムンガンド）
- LUPIN the Third -峰不二子という女-（銭形幸一）

2014年
- ジョジョの奇妙な冒険 スターダストクルセイダース（ジョセフ・ジョースター）
- ぬらりひょんの孫 千年魔京（土蜘蛛）
- ブラッドラッド（ウルフダディ）

2015年
- デュラララ!!×2（2015年 - 2016年、スローン）- 3シリーズ

2017年
- ルパン三世 PART IV（次元大介）

2018年
- ルパン三世 PART5（次元大介）

2019年
- キャロル&チューズデイ（シュバルツ）

2020年
- ルパン三世 グッバイ・パートナー（次元大介）

2021年
- ルパン三世 プリズン・オブ・ザ・パスト（次元大介）
- ルパン三世 (TV第1シリーズ)（次元大介）

2022年
- ルパン三世 PART6（次元大介）
- ルパン三世 EPISODE:0 ファーストコンタクト（次元大介）
- ルパン三世VS名探偵コナン（次元大介）
- BLEACH 千年血戦篇（ユーハバッハ、斬月）

### 劇場アニメ
1994年
- 三国志 第一部・英雄たちの夜明け（黄巾党）

1995年
- 獣兵衛忍風帖（氷室弦馬）

1996年
- GHOST IN THE SHELL / 攻殻機動隊（バトー）※リチャード・ジョージ名義
- ストリートファイターII MOVIE（エドモンド本田）

1999年
- 火聖旅団 ダナサイト999.9（パイロット）
- 機動戦士ガンダムII 哀・戦士編（フラナガン・ブーン）

2000年
- ルパン三世 カリオストロの城（石川五ェ門）※マンガ・エンターテメント版

2001年
- ああっ女神さま（大滝）

2003年
- WXIII 機動警察パトレイバー（太田功）
- ミニパト（太田功）
- ルパン三世 ルパンVS複製人間（次元大介）※パイオニア版

2004年
- エクスドライバー（宗方圭）
- エクスドライバー Nina&Rei Danger Zone（ケイン時岡）

2005年
- Thru the Moebius Strip
- デジモンテイマーズ 冒険者達の戦い（メフィスモン）

2006年
- イノセンス（バトー）※マンガ・エンターテメント版

2009年
- イノセンス（バトー）※バンダイ版

2018年
- ルパン三世 バビロンの黄金伝説（次元大介）

2020年
- ルパン三世 THE FIRST（次元大介）

2021年
- ルパン三世VS名探偵コナン THE MOVIE（次元大介）

### OVA
1987年
- 魔法のプリンセス ミンキーモモ 夢の中の輪舞

1995年
- マクロスプラス（ガルド・ゴア・ボーマン、予告編ナレーション）※リチャード・ジョージ名義

1997年
- GATCHAMAN（みみずくの竜）

1998年
- BASTARD!! -暗黒の破壊神-（アビゲイル）

2002年
- ふしぎ遊戯 -永光伝-（軫宿）

2007年
- ロボテック・シャドークロニクル（ヴィンス・グラント）

2010年
- 機動戦士ガンダムUC（ダグザ・マックール）

2019年
- ルパン三世 ルパンは今も燃えているか?（次元大介）

### Webアニメ
- オルタード・カーボン: リスリーブド（2020年）

### ゲーム
1997年
- 攻殻機動隊 GHOST IN THE SHELL（バトー）

2002年
- ウォークラフトIII（司祭）

2003年
- 真・三國無双3（董卓）
- 真・三國無双3 猛将伝（董卓）
- ゼノサーガ エピソードI［力への意志］（ジギー）

2004年
- 攻殻機動隊 STAND ALONE COMPLEX（バトー）
- キングダム ハーツ Re:チェイン オブ メモリーズ（アンセム/ゼアノート）
- 真・三國無双3 Empires（董卓）
- スターオーシャン Till the End of Time（アーリグリフ13世、タイムゲート）
- 戦国無双（武田信玄）
- ドラッグオンドラグーン（ウンディーネ）
- ルパン三世 魔術王の遺産（次元大介）

2005年
- 決戦III（武田信玄）
- 真・三國無双4（董卓）
- ゼノサーガ エピソードII［善悪の彼岸］（ジギー）
- ラジアータ ストーリーズ（アキレス）

2006年
- キングダム ハーツII（アンセム/ゼアノート）
- 真・三國無双4 猛将伝（董卓）
- 真・三國無双4 Empires（董卓）
- ゼノサーガ エピソードIII［ツァラトゥストラはかく語りき］（ジギー）
- .hack//G.U.（管井太一郎）
- バテン・カイトスII 始まりの翼と神々の嗣子

2007年
- アルトネリコ 世界の終わりで詩い続ける少女（ボルド・レード）
- 真・三國無双5（董卓）
- スプリームコマンダー（アーノルド）
- 無双OROCHI（董卓）

2008年
- キングダム ハーツ 358/2 Days（アンセム/ゼアノート）
- 無双OROCHI 魔王再臨（董卓）
- モータルコンバットVSDCユニバース（ライデン、ジョーカー）

2009年
- マナケミア 〜学園の錬金術士たち〜（グンナル・ダム、ゼップル・クライバー）

2010年
- トランスフォーマー：ウォー・オブ・サイバトロン（スカイワープ）
- キングダム ハーツ バース バイ スリープ（アンセム/ゼアノート）

2011年
- 真・三國無双6（董卓）
- 真・三國無双6 猛将伝（董卓）
- 真・三國無双6 Empires（董卓）
- Star Wars: The Old Republic
- ドライバー:サンフランシスコ
- モータルコンバット（ライデン）

2013年
- 真・三國無双7（董卓）
- 真・三國無双7 猛将伝（董卓）
- 真・三國無双7 with 猛将伝（董卓）
- Stargate SG1: Unleashed（ジョージ・ハモンド将軍）

2015年
- 真・三國無双7 Empires（董卓）
- 攻殻機動隊 STAND ALONE COMPLEX - First Assault Online（バトー）

2016年
- ストリートファイターV（豪鬼）

2017年
- 鉄拳7（ギース・ハワード〈英語長台詞〉）

2020年
- TEPPEN（豪鬼）

### 吹き替え
1989年
- スネーク・ターミネーター/蛇女は2度死ぬ（ジョー）

2001年
- 人造人間ハカイダー（リョウ/ハカイダー、盗掘者（大橋明））

2003年
- くノ一忍法帖 柳生外伝（ナレーター）
- ツイン・ドラゴン

2006年
- あずみ

2008年
- あずみ2 Death or Love

2017年
- 密偵

2018年
- WARRIOR 孤独なファイター
- アリサ、ヒューマノイド（ - 2019年、アナトリー・ウラジーミロヴィチ・スヴェトフ）

2019年
- アンダーカバー: 秘密捜査官（ニック・ジャクセン）

2021年
- 執念の捜査: ビルギット・マイヤー失踪事件
- プライムタイム

2022年
- 壊れた偶像: ディオメデス・ディアスの栄光と失墜
- ネイマール: パーフェクト・カオス
- UFOラヴァーズ

### 特撮
1993年
- パワーレンジャー（シェルショックの声、ミュータイタスの声、ベイブの声、サイクロプスの声）※ノンクレジット

1994年
- バーチャル戦士トゥルーパーズ（アイスボット大佐の声、ダーク・ハートの声（2代目）、スラッシュボットの声、フロッグボットの声、クローム・ドームの声、キャノンボットの声、偽ダーク・ハートの声）※リチャード・ジョージ名義
- パワーレンジャー（ゴータン（ライオンの顔）の声、ライノブラスターの声、再生プリゴリラの声）※ノンクレジット

1995年
- バーチャル戦士トゥルーパーズ（ゼルトンの変身したグレイボットの声、スライス・ソードボットの声（3代目）、ダイス・ソードボットの声（4代目））※リチャード・ジョージ名義
- パワーレンジャー（再生ビーナレオンの声、ブリック・ブリーの声、再生ライノブラスターの声、ファングステインの声（2代目））※ノンクレジット
- マスクド・ライダー（プラグ・パトロール1の声、ビードルトロンの声）※リチャード・ジョージ名義

1996年
- パワーレンジャー・ジオ（ディフォリエイターの声、オートクソンの声、ミスチーフの声、プロテクトロンの声）※ノンクレジット
- ビッグ・バッド・ビートルボーグ（ウインガーの声、カラトの声）※リチャード・ジョージ名義
- マスクド・ライダー（V3の声、 ゼクロスの声）※ノンクレジット

1997年
- パワーレンジャー・ターボ（ブレジネーターの声）※ノンクレジット
- ビートルボーグ・メタリックス（ライトニングボーグの声）※リチャード・ジョージ名義

1998年
- パワーレンジャー・イン・スペース（バックサッカの声）※ノンクレジット

1999年
- パワーレンジャー・ロスト・ギャラクシー（バーバラックスの声、フィッシュフェイスの声）

2000年
- パワーレンジャー・ライトスピード・レスキュー（サイクロプターの声）

2001年
- パワーレンジャー・タイムフォース（ヴェクシコンの声）

2002年
- パワーレンジャー・ワイルドフォース（ボーリングオルグの声）

### 映画
1984年
- Escape to Love（ルーテナント）

1987年
- ラストエンペラー（予告編ナレーション）

1988年
- デッドマン・チェイサー（運転手）

1992年
- 透明人間（タイラー）

1995年
- デッドマン・ウォーキング（運転手）

1999年
- GO!GO!ガジェット（声）

2004年
- スター・ランナー（予告編ナレーション）
- リディック（ADRループグループ）

2005年
- デビルズ・リジェクト マーダー・ライド・ショー2（声）

2007年
- バイオハザードIII（声）

2008年
- 地球が静止する日（声）

2009年
- 愛しのベス・クーパー（ADRループグループ）

2011年
- 猿の惑星: 創世記（声）

2014年
- Nerd Love（本人役）
- 猿の惑星: 創世記（バックの声、 ADRループグループ）

2016年
- デッドプール（声の出演）

2018年
- デッドプール2（ADRループグループ）

### テレビ映画
- ファンタスティック・ワールド・オブ・DC・コリンズ（1984年、ラジオ・オペレーター）
- Not of This World（1991年、ウォークマン1）

### テレビドラマ
時期不明
- ER緊急救命室（声）
- 刑事ナッシュブリッジス（声）
- デイズ・オブ・アワ・ライブス（リック）

1984年
- サンタ・バーバラ（強盗1）
- Jessie（ウォルトン）

1985年
- 驚異のスーパー・バイク ストリートホーク（ファーンスワース）
- こちらブルームーン探偵社（ブルームーン探偵社の社員）
- 私立探偵ハリー（オフィサー1）
- ナイトライダー（警備員）
- V（ルイス）

1987年
- ハイウェイ・トゥ・ヘヴン（警察官）
- 世にも不思議なアメージング・ストーリー（TVリポーター2）

1988年
- マトロック（トムの部下）

1989年
- チアーズ（警備員）
- ハンド・タイム・オン・プラネット・アース（ジェイク）

1991年
- Paradise（ジェイク）
- ビバリーヒルズ高校白書（役人1）

1994年
- 新Dr.マーク・スローン（マックス、警備員）

1995年
- 新・刑事コロンボ/奇妙な助っ人（強盗）

1996年
- バビロン5（1997年、軍幹部の声、ジェイク・トンプソン船長の声）

### 舞台
- アメリカン・ウェイ（レバー）
- デイ・ゲーム（夫）
- ドラキュラ（ドラキュラ伯爵）
- リンカーンの夜（リンカーン）
- ルーマーズ（グレン）

### 本人出演
- Clean Sweep（2004年、ゲスト、妻と共に）
- アドベンチャーズ・イン・ボイス・アクティング（2008年）

### イベント出演
- オタコン（2004年）
- パワーモーフィコン（2010年）

### その他
- デビルズ・リジェクト マーダー・ライド・ショー2（2005年、テレビCMナレーション）

## 参加作品

### テレビアニメ（スタッフ）
1987年
- Wisdom of the Gnomes（ボイスディレクター）

1989年
- 家族ロビンソン漂流記 ふしぎな島のフローネ（ボイスディレクター、台本）

1990年
- トンデモネズミ大活躍（ボイスディレクター、台本）

1993年
- 太陽の使者 鉄人28号（台本）

1994年
- Captain of the Forest（ボイスディレクター、台本）

1995年
- 宇宙の騎士テッカマンブレード（アディショナル・ADRディレクター、台本）※サバン・エンターテイメント版
- 昆虫物語 みなしごハッチ（ボイスディレクター、ADR台本）

1996年
- Eagle Riders[8](1996 （ADRディレクター）

1999年
- るろうに剣心 -明治剣客浪漫譚-（ボイスディレクター、台本）※ソニー版

2000年
- 時空探偵ゲンシクン（ボイスディレクター）

2001年
- トランスフォーマー・ロボッツ・イン・ディスガイズ（台本）

2003年
- サイボーグ009 THE CYBORG SOLDIER（共同ディレクター）
- 爆闘宣言ダイガンダー（台本）
- ルパン三世 (TV第2シリーズ)（ADRディレクター）

2004年
- 時空冒険記ゼントリックス（ADRディレクター）
- はじめの一歩（ADRディレクター）

2005年
- ボボボーボ・ボーボボ（脚色）

2006年
- ノエイン もうひとりの君へ（ADRディレクター、台本）
- はじめの一歩 : チャンピオンロード（ADRディレクター）

2017年
- ルパン三世 PART IV（ADRディレクター、キャスティング）

### 劇場アニメ（スタッフ）
2000年
- エル・ドラド 黄金の都（ノルウェー語版スーパーバイザー）
- チキンラン（ポーランド語版及びノルウェー語版スーパーバイザー）

2003年
- WXIII 機動警察パトレイバー（ボイスディレクター、ADR台本）
- ミニパト（ADRディレクター、ADR台本）
- ルパン三世 ルパンVS複製人間（ADRディレクター、台本）※パイオニア版

2005年
- マダガスカル（ブラジル語版スーパーバイザー）

2006年
- イノセンス（ADRディレクター、プロデューサー、脚色）※マンガ・エンターテメント版

2020年
- ルパン三世 THE FIRST（ADRディレクター、ADR台本脚色）

### OVA（スタッフ）
1997年
- 真・女神転生 東京黙示録（ADR台本）

2007年
- ロボテック シャドー・クロニクル（ボイスディレクター）※スーザン・ブルーとの連名

### ゲーム（スタッフ）
2001年
- はじめの一歩 VICTORIOUS BOXERS（ボイスディレクター、キャスティング）

2004年
- シャドウハーツII（ボイスディレクター、キャスティング）
- ルパン三世 魔術王の遺産（ADRディレクター）

2006年
- GOD HAND（音声演出、キャスティング）

### 吹き替え（スタッフ）
2000年
- アルターフ 復讐の名のもとに（ボイスディレクター、台本）
- ギャラクシー・クエスト（ドイツ語版ADRスーパーバイザー）
- グラディエーター（ドイツ語版ADRスーパーバイザー）
- 始皇帝暗殺（ボイスディレクター、台本）
- 新ポリス・ストーリー（キャスティング）

2002年
- E.T. The Extra-Terrestrial 20周年アニバーサリー特別版（ノルウェー語版・オランダ語版ADRスーパーバイザー）

2003年
- 陰陽師（ADRディレクター、台本）

2006年
- あずみ（ADRディレクター、台本）

2008年
- あずみ2 Death or Love（ボイスディレクター、台本）

2020年
- リアリティZ（台本脚色）

### 映画（スタッフ）
- ハミルトン（ADRディレクター）

### テレビ映画（スタッフ）
- 新シャーロック・ホームズ／ヴィクトリア瀑布の冒険（1992年、ADRディレクター:ロサンゼルス）

### その他（スタッフ）
- アグリー・ベティWEBサイト用音声（ADRディレクター）